# Miroslava (película)
Miroslava es una película mexicana de drama del año 1993 dirigida por Alejandro Pelayo La cinta es un biopic protagonizado por los actores Arielle Dombasle, Claudio Brook, Milosh Trnka, Arleta Jeziorska, Evangelina Martínez, Pamela Sniezhkin Brook y Demián Bichir, entre otros. 
La película narra la historia de Miroslava Stern, una actriz de origen checoslovaco que fue muy reconocida en la época de oro del cine mexicano, durante los años 50.

## Sinopsis
México, 1955. La bella y popular estrella de cine Miroslava Stern está deprimida esta noche. Los recuerdos tristes se acumulan en su memoria: su niñez en la Praga anterior a la guerra, un matrimonio fallido, los varios intentos por ser tomada en serio como actriz y la traición del hombre que amaba. Mientras prepara su suicidio, su vida entera se revela en la pantalla mostrando el perturbador retrato de una mujer solitaria.

## Reparto
- Arielle Dombasle como Miroslava adulta[2]
- Claudio Brook como Alex Fimman
- Milosh Trnka como el doctor Óscar Stern
- Arleta Jeziorska como Miroslava joven
- Evangelina Martínez como Rosario
- Pamela Sniezhkin Brook como Miroslava niña
- Verónica Langer como la madre de Miroslava
- Rosa María Bianchi como Sofía
- Josefo Rodríguez como Luis Miguel Dominguín
- Alicia Laguna como Graciela
- Demián Bichir como Ricardo
- Miguel Pizarro como Jesús Jaime
- Brígida Alexander como la abuela de Miroslava
- Juan Carlos Colombo como el doctor Pascual Roncal
- Eugenia Leñero como Eugenia
- Raúl Izaguirre como Ernesto Alonso
- Esteban Plácido Mealaza como Luis Buñuel

## Producción
Filmada en 1993 es una producción del Instituto Mexicano de Cinematografía (IMCINE), el Fondo de Fomento a la Calidad Cinematográfica, Aries Films, S. A. de C. V. y Tabasco Films. Fue filmada en Dolby estéreo y estrenada en 8 de abril en México, y en octubre del mismo año en el Festival Internacional de Cine de Chicago.